# Зиновия Константинова
Зиновия Константинова е изтъкната учителка, директорка на девическото училище и игуменка на девическия манастир в Габрово.

## Житие
Зиновия е доведна в началото на ХІХ век от архимандрит Йосиф Соколски и оставена послушница в току-що основания от него Девически манастир „Свето Благовещение“ в Габрово. Тя е интелигентна и архимандрит Йосиф Соколски нарежда да учи при учителя Христодул Костович. Наред с останалите предмети, които тя съзнателно усвоява, изучава и гръцки език. Продължава да учи и след като е подстригана за монахиня.
На 12 ноември 1856 г. Зиновия е назначена за учителка в новооткритото девическо училище. Провеждала занятията в класната стая в храма „Св. Троица“ в Габрово. Наследява ученичките на учителката Неделя Котленката и учениците, завършили частното училище на Неофит Георгиев Соколски (хаджи поп Неофит). За кратко време броят на желаещите да учат се увеличава изключително много и помещението не може да побере всички. Учлищното настоятелство им осигурява сградата на гръцкия метох, останал празен след избягването на светогорския таксидиот (монах, който пътува с поръка да събира помощи за манастир или да кани поклонници) Григория.
В продължение на 10 години Зиновия Константинова обучава габровските момичета от девическото училище и габровските момчета от мъжкото училище.
Докато преподава, самата тя продължава да се дообразова. През 1858 г. в Габрово идва Тодор Бурмов и тя се записва да изучава онези предмети, които са ѝ били непознати.
През 1867 г. е назначена за директор на девическото училище, но продължава да преподава в главния и начания курс. Нейна помощничка става монахинята от девическия манастир Елисавета Паскалева.
През 1870 г. Йосиф Соколски изпраща Зиновия и Елисавета в Киевския Флоровски девически манастир, където те изучават пеене и ръкоделие.
След повече от 20 години учителстване в габровското девическо училище, Зиновия Константинова е избрана за игуменка на девическия манастир през 1885 г.
Завръшва земния си път на 23 февруари 1908 г. в управлявания от нея манастир.

## Постижения
Зиновия Константинова оставя своето име в Габровската история като прекрасен педагог, с безспорни заслуги за развитието на образованието и възпитанието на децата и като достоен управител на светата обител. Надарена с прекрасен глас, тя е уважавана не само от монахините и нейните ученици, но и от всички габровци.